# 大丈夫!?我が家の財産
大丈夫!?我が家の財産（だいじょうぶわがやのざいさん）は、2003年10月～2004年8月の毎週月曜夜21:00～21:54に、テレビ東京系列及び独立UHF局で放送されたバラエティ番組である。

## 概要
司会は前番組（愛の貧乏脱出大作戦→ジカダンパン!責任者出て来い!）同様、みのもんた。家計に悩む視聴者が自ら家計簿や資産状況、普段の暮らし振りをVTRで公開し、ファイナンシャル・プランナーがお金の使い方や資産運用のまずい所をアドバイスするというものであった。